# السعودية الدولية (غولف)
البطولة السعودية الدولية لمحترفي الغولف هي واحدة من محطات الجولات الأوروبية للغولف، وأول بطولة عالمية رسمية لمحترفي الغولف على أراضي المملكة العربية السعودية. تقام البطولة في 31 يناير 2019م وتستمر أربعة أيام، على ملاعب الجولف رويال غرينز بمدينة الملك عبدالله الاقتصادية.